# Seite (Gemeinde Mittelberg)
Seite ist ein Ort im Kleinwalsertal in Vorarlberg und gehört zur Gemeinde Mittelberg im Bezirk Bregenz.

## Geographie
Der Ort befindet sich 37 Kilometer südwestlich von Bregenz, zwischen den Nordwestlichen Walsertaler Bergen und den Südöstlichen Walsertaler Bergen der Allgäuer Alpen, im vorderen Kleinwalsertal zwischen Riezlern und Hirschegg.
Die Rotte liegt auf um die 1030–1120 m ü. A. Höhe links oberhalb der Breitach, dem Hauptfluss der Talung, am Riedel zum Schwarzwasserbach.
Der Ort umfasst die Hanglagen ab der Riezlerner Breitachbrücke im Haupttal und entlang der Gemeindestraße ins Schwarzwassertal, die teilweise zur Ortschaft Riezlern, teils zur Ortschaft Hirschegg gehören.
|                           | Kesselschwand                               | Egg               |
| Au Wäldele                | Kompassrose, die auf Nachbargemeinden zeigt | Riezlern Zwerwald |
| Oberwäldele Oberhirschegg | Hirschegg                                   | Letze             |

## Geschichte
Der Ortsname Seite bezieht sich auf die Tallage. Die Ortslage ist schon 1785 erwähnt, seinerzeit kamen 9 Häuser mit anderen Ortsteilen wegen der großen Entfernung von der Pfarre Mittelberg an die Pfarre Riezlern.

## Nachweise
- 80228 – Mittelberg. Gemeindedaten der Statistik Austria

1. 1 2  da Ortschaftsbestandteile seit 1991 nicht mehr statistisch eigenständig erfasst werden, sind keine Daten über Gebäude- und Bevölkerungsstand verfügbar
2. ↑  Hofdekret vom 22. Jänner 1875. Angabe nach Kunst- und Reiseführer, Auflage 7, ohne weitere Angaben, S. o.A.  (eingeschränkte Vorschau in der Google-Buchsuche).